# فرزانه فصیحی
فرزانه فصيحي (ولدت عام 1993 في أصفهان) هي عداءة إيرانية. حصلت العداءة الإيرانية فرزانه فصيحي على المركز الأول في أحدث تصنيف لألعاب المضمار والميدان في قارة آسيا في فئة 100 متر، هي حاملة الرقم القياسي الإيراني في سباق 60 مترًا داخل الصالات بزمن 7.20 ثانية.